# Wania na 42 ulicy
Wania na 42 ulicy (ang. Vanya on 42nd Street) – amerykański komediodramat z 1994 roku w reżyserii Louisa Malle’a, zrealizowany w oparciu o sztukę Wujaszek Wania Antona Czechowa. Zdjęcia kręcono w Nowym Jorku.

## Fabuła
Akcja filmu toczy się w nowojorskim Amsterdam Theatre przy 42 Ulicy. Tam reżyser Andre Gregory przygotowuje przedstawienie Wujaszek Wania Antona Czechowa w przekładzie Davida Mameta. Tylko, że teatr jest opuszczony i zrujnowany, scena jest dość krótka i sufit się rozpada. Mimo to, aktorzy grają akt po akcie, z przerwami na zmianę dekoracji i poczęstunek. Brak kostiumów, prawdziwych dekoracji i rekwizytów wkrótce zostaje zapomniane.

## Główne role
- Phoebe Brand - Niania
- Lynn Cohen - Mama
- George Gaynes - Serybrjakow
- Jerry Mayer - Waffles
- Julianne Moore - Jelena
- Larry Pine - Dr Astrov
- Brooke Smith - Sonia
- Wallace Shawn - Wania
- Andre Gregory - Andre Gregory
- Madhur Jaffrey - Pani Chao
- Oren Moverman - Flip Innunu